# Singularity (Node)
Singularity is een studioalbum van Node.

## Inleiding
Voor wat betreft het album is dit het vierde album dat Node in twintig jaar uitbracht. De leden hebben veel werkzaamheden buiten dit gezelschap om (zie artikel Node). Dit vierde album is dan nog opgenomen in de periode dat Node bezig was met hun eerste album, dat in 1995 werd uitgebracht. Ze dachten er wel aan om het destijds uit te brengen, maar het kwam er maar niet van. In de jaren twintig van de 21e eeuw kon door middel van nieuwe technieken de muziek van destijds (opgenomen op 2-trackapparatuur) gemasterd worden en op compact disc gezet. Het album kwam toen ook voor het eerst als downloadalbum op de markt.  
Het hoesontwerp is ontleend aan Hans Jenny, effecten van geluidsgolven op zandkorrels op een metalen plaat.

## Musici
- Dave Bessell – gitaar, modulaire synthesizers, elektronica
- Ed Buller – modulaire synthesizers, sequencers
- Flood – sequencers, geluidseffecten
- Gary Stout – elektronische trompet, elektronica

Het boekwerkje laat de heren aan het werk zien in een ruimte vol wanden van knoppen en draden.  

## Muziek
| Nr. | Titel                    | Duur  |
| --- | ------------------------ | ----- |
| 1.  | Fast forward (Node)      | 10:29 |
| 2.  | Continental drift (Node) | 7:06  |
| 3.  | Parallax (Node)          | 13:20 |
| 4.  | The Kraken (Node)        | 14:21 |
| 5.  | Cycles (Node)            | 5:19  |
| 6.  | Terminus (Node)          | 16:16 |

Terminus werd wel in de jaren negentig uitgegeven op een vergeten EP.
Steve Lupari omschreef de muziek als donker, industrieel en gothic. Hij wees dat hier en daar de muziek lijkt op dat van Richard Wright van Pink Floyd uit de jaren zeventig, ambientmusicus Steve Roach en Tangerine Dream. 